# Joseph Edgard De Langhe
Joseph Edgard De Langhe  (1907 - 1998) fue un ingeniero, botánico, y pteridólogo belga. Concluyó su actividad académica como profesor honorario del Instituto universitario de Amberes.

## Algunas publicaciones

### Libros
- Flora van België: het Groothertogdom Luxemburg, Noord-Frankrijk en de aangrenzende gebieden (Pteridofyten en Spermatofyten). Con L. Vanhecke. 2ª ed. de Patrimonium van de Nationale Plantenuin van België, 1988, ISBN 9072619013 972 pp.

- Nouvelle flore de la Belgique, du Grand-Duché de Luxembourg, du Nord de la France et des régions voisines: ptéridophytes et spermatophytes. 2ª ed. de Patrimoine du Jardin botanique national de Belgique, 1978, 899 pp.

- L'origine des mots slikke, schorre et polder. 1978. Nat. Mosana 31: 18-21 ISSN 0028-0666
- Van Rompaey, E; L Delvosalle. 1972. Atlas de la flore belge et luxembourgeoise : ptéridophytes et spermatophytes = Atlas van de Belgische en Luxemburgse flora : pteridofyten en spermatofyten, por E. van Rompaey & L. Delvosalle ; colaboran JE. de Langhe, A Lawalrée, L Reichling. - Bruselas : Jardin Botanique National de Belgique. il.

- Flore de la Belgique, du Nord de la France et des régions voisines. Reed. por iniciativa de William Mullenders. Liège : Desoer, 1967. xliv, 748 pp. il. Reeditado 2012 cxxxix + 1195 pp.

- "Carex vulpina" L. et "Carex otrubae" Podp. ("C. nemorosa" Rebent.) en Belgique et au Grand-Duché de Luxembourg. Con Léopold Reichling. Ed. Musée d'histoire naturelle de Luxembourg. Service de la carte des groupements végétaux, 34 pp.
- La abreviatura «De Langhe» se emplea para indicar a Joseph Edgard De Langhe como autoridad en la descripción y clasificación científica de los vegetales.[3]